# Dráteník

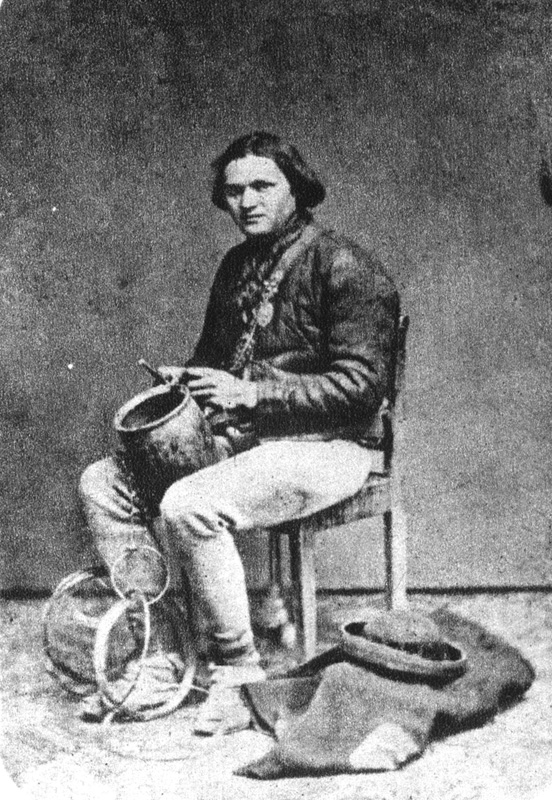
Dráteník při práci

Dráteník je osoba zabývající se řemeslnou činností zvanou drátenictví. I když lidstvo zná a používá drát již od pravěku, zrodilo se klasické drátenické řemeslo až v 16. století na Slovensku.
Z drátu se začaly vyrábět předměty denní potřeby jak do kuchyně (cedníky, naběračky, košíky apod.), součásti šatníků (různé věšáky, háčky apod.) tak i třeba pasti na myši a nebo různé dekorativní prvky (rámy zrcadel, ozdobné kraje talířů apod.).
Drát se rovněž používal na zpevnění kuchyňského nádobí (keramiky, hlína), jako prevence před rozbitím. Nebo naopak byla-li nějaká nádoba rozbita, dráteník tuto nádobu slepil směsí vody a mouky a následně odrátoval. Největší rozmach drátenictví byl zaznamenán na konci 19. a začátku 20. století. Po skončení první světové války drátenictví začalo postupně upadat a bylo vytlačováno průmyslovou výrobou, která byla mnohem levnější. V padesátých letech 20. století drátenictví úplně zaniklo.
V posledním období se opět dostalo drátenické řemeslo do širšího povědomí, ovšem tradiční drátenictví je v současnosti nahrazováno drátenickým šperkařstvím.

## Drátenická muzea na Slovensku
- Považské múzeum na zámku v Budatíně u Žiliny - expozice slovenského drotárstva z Pováží a z Kysuc